# Lipödem

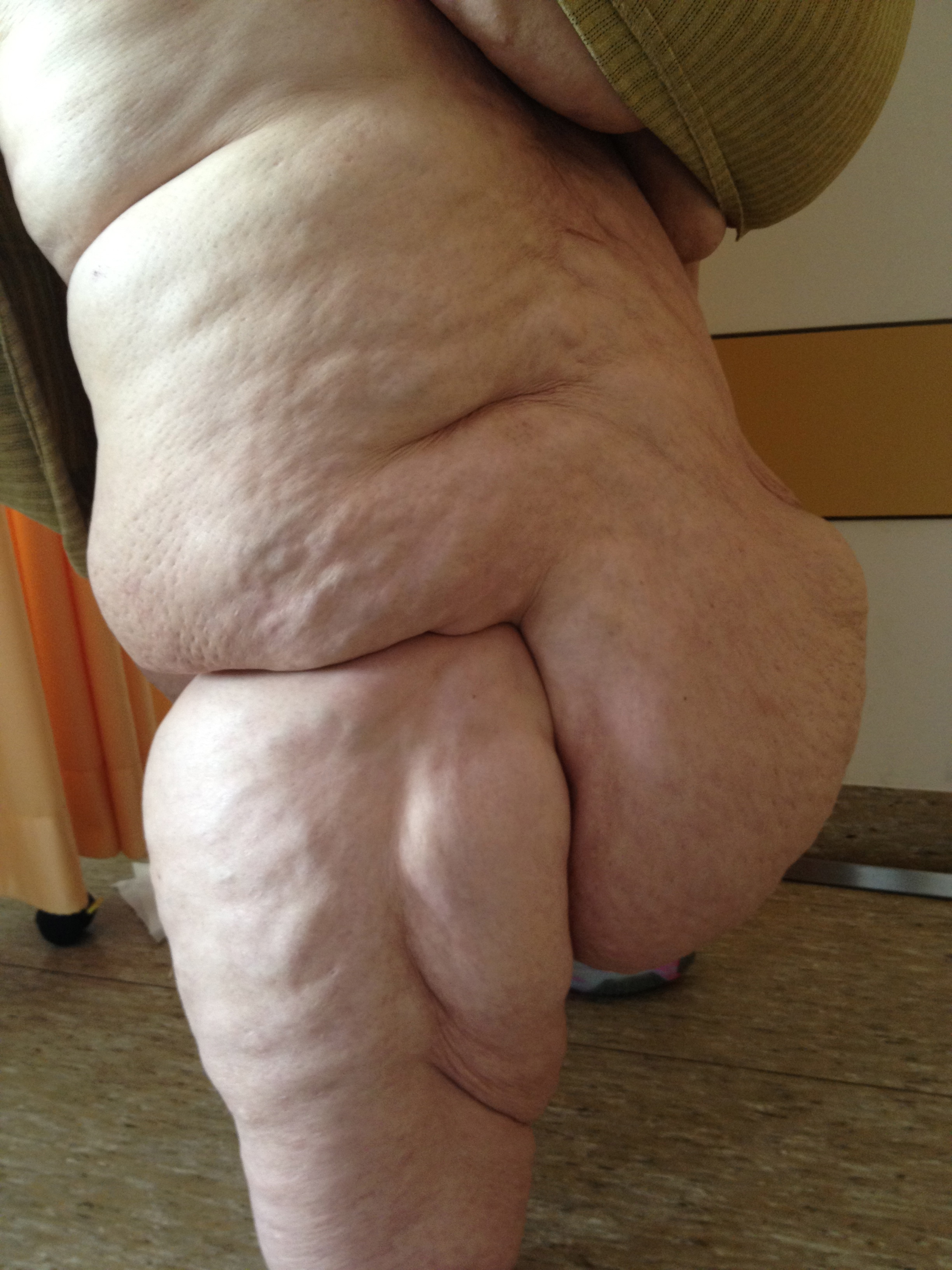
Lipödem mit Hautüberhängen

Das Lipödem (von altgriechisch λίπος lípos „Fett“ und οἴδημα oídēma „Schwellung“; in der Umgangssprache auch als „Reithosenfettsucht“, „Reiterhosensyndrom“ oder „Säulenbein“ bezeichnet) ist eine symmetrische Vermehrung des Fettgewebes an den Gliedmaßen mit Schmerzhaftigkeit und Schweregefühl. Liegt eine Fettgewebsvermehrung ohne Beschwerden vor, wird sie als Lipohypertrophie bezeichnet.

## Geschichtliche Entwicklung des Krankheitsbegriffs
Das Lipödem wird auch Allen-Hines-Syndrom genannt. Beide Mediziner (Edgar Van Nuys Allen und Edgar Alphonso Hines Jr.) hatten diesem Krankheitsbild erstmals 1940 eine Publikation gewidmet und es als Lipödem benannt. Weitere häufig synonym verwendete Begriffe sind Lipohyperplasia dolorosa, Lipomatosis dolorosa, Lipohypertrophia dolorosa, Adipositas dolorosa, Lipalgie, Adiposalgie, schmerzhaftes Säulenbein und schmerzhaftes Lipödemsyndrom. Ob sie tatsächlich dasselbe Krankheitsbild beschreiben, ist umstritten.

## Symptome
- symmetrische Vermehrung des Unterhautfettgewebes an Armen und Beinen
- Berührungs- und Druckschmerzhaftigkeit, Spannungs- und Schweregefühl an Armen und Beinen
- subjektives Gefühl der Zunahme von Schwellungen im Tagesverlauf (durch Messung nicht objektivierbar)
- subjektiv empfundene Neigung zur Hämatombildung bereits nach geringen Traumen (nicht objektivierbar)
- im Falle von Faltenbildung: Neigung zu Wundsein (Intertrigo) zwischen Fettlappen
- aufgrund der Fettlappen Störungen im Gangbild, X-Beine
- Das Lipödem ist bei konstantem Körpergewicht grundsätzlich nicht von fortschreitender Natur (progredient), für eine Progredienz gibt es keine Belege
- Für den Fall der Zunahme von Körpergewicht ist die Progredienz jedoch belegt[6]

Bei einer gleichzeitig vorliegenden Adipositas können tageszeitliche Schwellungen der Beine und Neigung zu blauen Flecken auftreten. Für das Lipödem ist beides jedoch nicht Bestandteil der Diagnosekriterien. Keinesfalls ist das Lipödem ein Risikofaktor für eine Blutgerinnungsstörung.

## Krankheitsentstehung
Das Lipödem tritt fast ausschließlich bei Frauen auf, nach der Pubertät, nach einer Schwangerschaft oder im Klimakterium. Hormonelle Veränderungen und Gewichtszunahme werden als Ursachen vermutet, ebenso eine genetische Prädisposition.
Der Prozess der Schmerzentstehung ist weitgehend ungeklärt. Es besteht weiterer Forschungsbedarf.
Das Lipödem ist zwar keine Form der Adipositas, jedoch sind fast alle Lipödempatientinnen übergewichtig oder adipös. Lediglich eine Minderheit ist normgewichtig.
Wiederholte Diäten und Gewichtsabnahmen mit Jo-Jo-Effekt fördern eine überproportionale Gewichtszunahme in der unteren Körperhälfte. Das Lipödem an sich ist keine fortschreitende Erkrankung. Zunehmendes Körpergewicht sorgt jedoch für eine kontinuierliche Verschlechterung des Lipödems.

## Schweregrade und Stadien
In den letzten Jahrzehnten wurden von verschiedenen Autoren Beschreibungen der Fettverteilung beim Lipödem mit dem Schweregrad der Erkrankung in Verbindung gebracht. Diese unterschieden sich teilweise erheblich. Rückschlüsse vom Erscheinungsbild der Krankheit auf das Ausmaß von Beschwerden der Patientinnen sind jedoch nicht möglich, ein Zusammenhang ist nicht erkennbar.
Die Ausprägung des Lipödems hinsichtlich Form und Größe soll keine Einteilung nach Stadien und Schweregraden begründen. Eine allgemein anerkannte Einteilung nach Stadien und Schweregraden gibt es nicht.
Die Stadieneinteilung, die im ICD-10 noch vorgenommen wurde, ist im ICD-11 (EF02.2 Lipödem) nicht mehr vorgesehen.

## Differentialdiagnostik
Der Sicht- und Tastbefund (Inspektion und Palpation) sowie die individuelle Patientengeschichte dienen dem Arzt als verlässliche Anhaltspunkte bei der Diagnosestellung. Die Diagnose Lipödem soll klinisch gestellt werden, eine apparative Diagnostik ist nicht regelmäßig erforderlich. Im Gegensatz zum Lymphödem ist das Stemmersche Zeichen stets negativ, d. h., bei einem Lipödem lässt sich eine Hautfalte über den Zehen bzw. Fingern abheben. Eine Möglichkeit zur apparativen Diagnostik existiert nicht. Sonographie, CT oder MRT können lediglich Anhaltspunkte geben.
Um ein Lipödem sicher diagnostizieren zu können, muss ausgeschlossen werden, dass die genannten Symptome durch andere Krankheiten entstanden sein könnten:
- Lipohypertrophie
- Primäres Lymphödem

Tabelle zur Differentialdiagnostik
|                                      | Lipödem | Lipohypertrophie | Adipositas | Lymphödem |
| ------------------------------------ | ------- | ---------------- | ---------- | --------- |
| Fettvermehrung                       | +++     | +++              | +++        | (+)       |
| Mehr Fett an Gliedmaßen als am Stamm | +++     | +++              | (+)        | +         |
| Ödem                                 | –       | –                | (+)        | +++       |
| Druckschmerz                         | +++     | –                | –          | –         |
| Symmetrie                            | +       | +                | +          | –         |

## Therapie

### Kompressionstherapie
- Kompressionstherapie kann zu Beginn in Form von Kompressionsverbänden erfolgen, längerfristig sind Kompressionsstrümpfe zu bevorzugen.
- Es kommen rundgestrickte und flachgestrickte Kompressionsstrümpfe in Betracht. Bei deutlichen Sprüngen im Durchmesser an Beinen oder Armen sind flachgestrickte Strümpfe besser geeignet.
- Die Kompressionstherapie dient der Beschwerdelinderung. Es ist stets die niedrigste Kompressionsklasse zu wählen, die dieses Ziel erreicht.[14]

### Physiotherapie
- Manuelle Lymphdrainage kann zur Schmerzreduktion angewendet werden. Zur Volumenreduktion ist sie nicht geeignet.
- Bewegung in Kompression ist ein wichtiges therapeutisches Element.
- Wassersport kann das Behandlungskonzept unterstützen.[15]

### Psychosoziale Therapie
Frauen mit Lipödem leiden signifikant häufiger unter sozialen, physischen und psychischen Beeinträchtigungen als Frauen der Normalbevölkerung.
Beim therapeutischen Konzept Lipödem-assoziierter Schmerzen sollen psychosoziale Faktoren berücksichtigt und gegebenenfalls mit behandelt werden.

### Selbstmanagement
Der Verlauf der Erkrankung Lipödem hängt wesentlich von der Lebensführung der Patientin ab. Daher ist ein hohes Maß an Gesundheitskompetenz anzustreben. Die Patientinnen sollen ermuntert werden, eine aktive Rolle in der Behandlung ihrer Erkrankung einzunehmen. Die Behandler sollen Erfolge positiv verstärken, Konfrontationen sollen vermieden werden. Schulungen zum Selbstmanagement sollen angeboten werden.

### Ernährung und Gewichtsmanagement
Die Patientinnen sollen frühzeitig über den nachteiligen Einfluss von Adipositas auf das Lipödem und die Bedeutung einer gesunden Ernährung sowie einer aktiven Lebensführung aufgeklärt werden. Hierbei muss den Patientinnen klargemacht werden, dass bei einer Gewichtsreduktion auch das Volumen der betroffenen Gliedmaßen reduziert wird. Ernährung und Gewichtsmanagement dienen der Erhaltung oder Wiedererlangung von Mobilität und Funktionalität. Unter Beachtung der individuellen Situation der Patientinnen sollen Ziele formuliert werden, die sich auf eine Normalisierung der Fettverteilung und auf die Reduktion der Schmerzen beziehen. Grundlage einer Gewichtsreduktion soll immer eine Kombination von ernährungs-, bewegungs-, und verhaltenstherapeutischen Maßnahmen sein. Patientinnen sind darüber aufzuklären, dass zeitlich befristete Diäten ungeeignet sind. Die Ernährungsgewohnheiten sollen vielmehr dauerhaft auf gesunde Formen umgestellt werden. Hierbei sind Ziele zu setzen, die leicht erreichbar sind. Die Patientinnen sollen lernen, wie ihre Ernährungsgewohnheiten Blutzucker- und Insulinspiegel und damit Fettbildung und Entzündungsprozesse günstig oder ungünstig beeinflussen können.

### Liposuktion (OP)
Nach Versagen der konservativen Therapie und anhaltendem Leidensdruck können operative Maßnahmen erwogen werden. Die Fettabsaugung (Liposuktion) ist dann die Methode der Wahl zur nachhaltigen Reduktion von Unterhautfettgewebe an Armen und Beinen. Zu beachten ist, dass durch die Fettabsaugung vor allem die Körperkontur, also das Fettverteilungsmuster verändert wird. Die Fettabsaugung ist keine Methode zur Behandlung der ernährungsbedingten Adipositas. Besteht die Fehlernährung und Überernährung nach der Fettabsaugung fort, wird sich wieder vermehrt Fettgewebe bilden, wenn auch bevorzugt an anderer Stelle.
Folgende Voraussetzungen müssen gegeben sein:
- Andauernde Schmerzen durch das Lipödem, die auf die konservative Behandlung nicht ansprechen
- Einschränkung der Beweglichkeit durch das Lipödem, sowie Folgeerkrankungen an Haut oder Bewegungsapparat
- Eine bestehende Adipositas muss vorrangig behandelt werden

Komplikationen nach Fettabsaugungen sind eher selten. Je nach Autor werden Komplikationen in ca. 10 % der Fälle berichtet, wobei das postoperative Serom mit ca. 5 % der Fälle die häufigste ist.

#### Straffung nach Liposuktion
Bleiben nach einer Fettabsaugung große schlaffe Hautsäcke zurück, können diese durch plastisch-chirurgische Maßnahmen behandelt werden. Hierbei ist auf eine lymphgefäßschonende Technik zu achten, um postoperativ chronische Lymphödeme zu vermeiden.

#### Kostenübernahme für die Liposuktion durch die gesetzlichen Krankenkassen
Mit Überarbeitung der Richtlinie des Gemeinsamen Bundesausschusses über Maßnahmen zur Qualitätssicherung bei Verfahren der Liposuktion bei Lipödem vom 17. Juli 2025 werden die Kosten für eine Liposuktion von der gesetzlichen Krankenversicherung  übernommen. Die Überarbeitung bedarf noch der Genehmigung durch das Bundesgesundheitsministerium. Das Ziel dieser Regelung ist, die Beweglichkeit der Patientinnen zu verbessern oder wiederherzustellen, um so eine Steigerung der körperlichen Aktivität zu ermöglichen.
Folgende Voraussetzungen müssen bei der Patientin erfüllt sein:
- gesicherte Diagnose Lipödem
- disproportionale symmetrische Fettvermehrung an den Extremitäten
- Druck- und Berührungsschmerz an den betroffenen Stellen, nicht jedoch an Händen und Füßen
- konservativer Therapieversuch über mindestens 6 Monate ohne ausreichenden Erfolg
- keine Gewichtszunahme im Zeitraum 6 Monate vor der Indikationsstellung
- bei einem Body-Mass-Index zwischen 32 und 35 kg/m² ist die Waist-to-Height-Ratio (WHtR) zu beachten
- bei einem Body-Mass-Index von mehr als 35 kg/m² erfolgt keine Kostenübernahme
- Bei Überschreitungen von BMI oder WHtR erfolgt eine Behandlung der Adipositas
- Bei der Anamneseerhebung sollen psychische Faktoren, die im Zusammenhang mit dem Krankheitsbild eine Rolle spielen können, erfasst werden
- Körperabschnitte, an denen bereits eine Liposuktion durchgeführt wurde, dürfen nicht erneut mittels Liposuktion behandelt werden[21]

Folgende Voraussetzungen müssen beim Leistungserbringer (Arzt, Krankenhaus) erfüllt sein:
- je nach Umfang der Maßnahme kann die Liposuktion ambulant oder stationär erfolgen
- Ärztinnen und Ärzte mit abgeschlossener Ausbildung in einem operativen Fach dürfen die Maßnahme durchführen
- der Operateur muss bereits in 50 oder mehr Fällen eine Liposuktion bei Lipödem durchgeführt haben
- die Möglichkeit einer intensivmedizinischen Nachbehandlung muss gegeben sein
- für Reanimation und sonstige Notfälle müssen entsprechende Einrichtungen vorgehalten werden[22]

Zwischenzeitlich entsteht eine Studie (LIPLEG) im Auftrag des Gemeinsamen Bundesausschusses (G-BA) und dem Spitzenverband Bund der  Krankenkassen. Deren Ergebnisse werden für Ende 2024 erwartet. Danach entscheidet der G-BA erneut über die Möglichkeiten der Kostenübernahme.